# Nothomiza viridis
Nothomiza viridis är en fjärilsart som beskrevs av W. Warren 1893. Nothomiza viridis ingår i släktet Nothomiza och familjen mätare. Inga underarter finns listade i Catalogue of Life.